# Dataismus

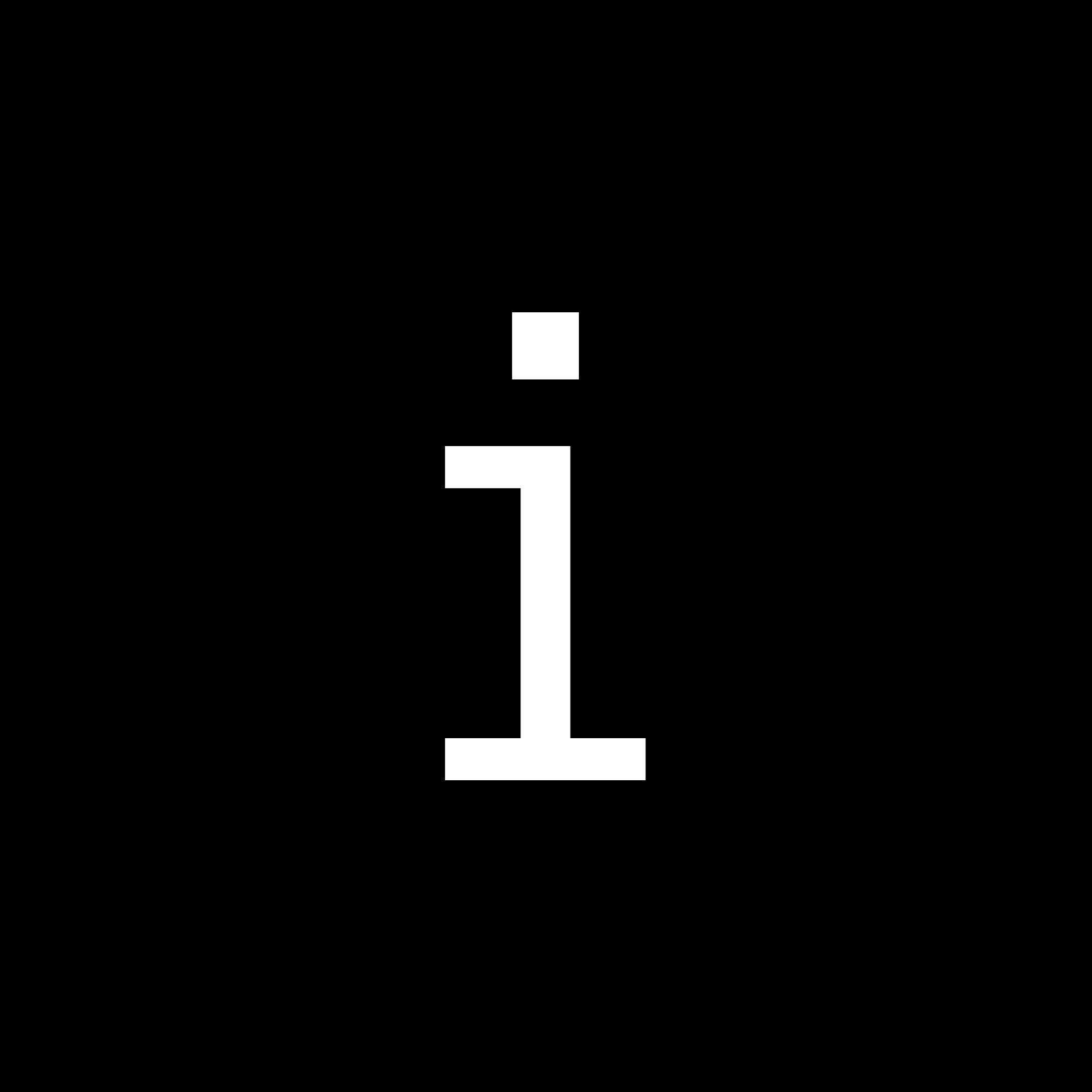
Data-ism

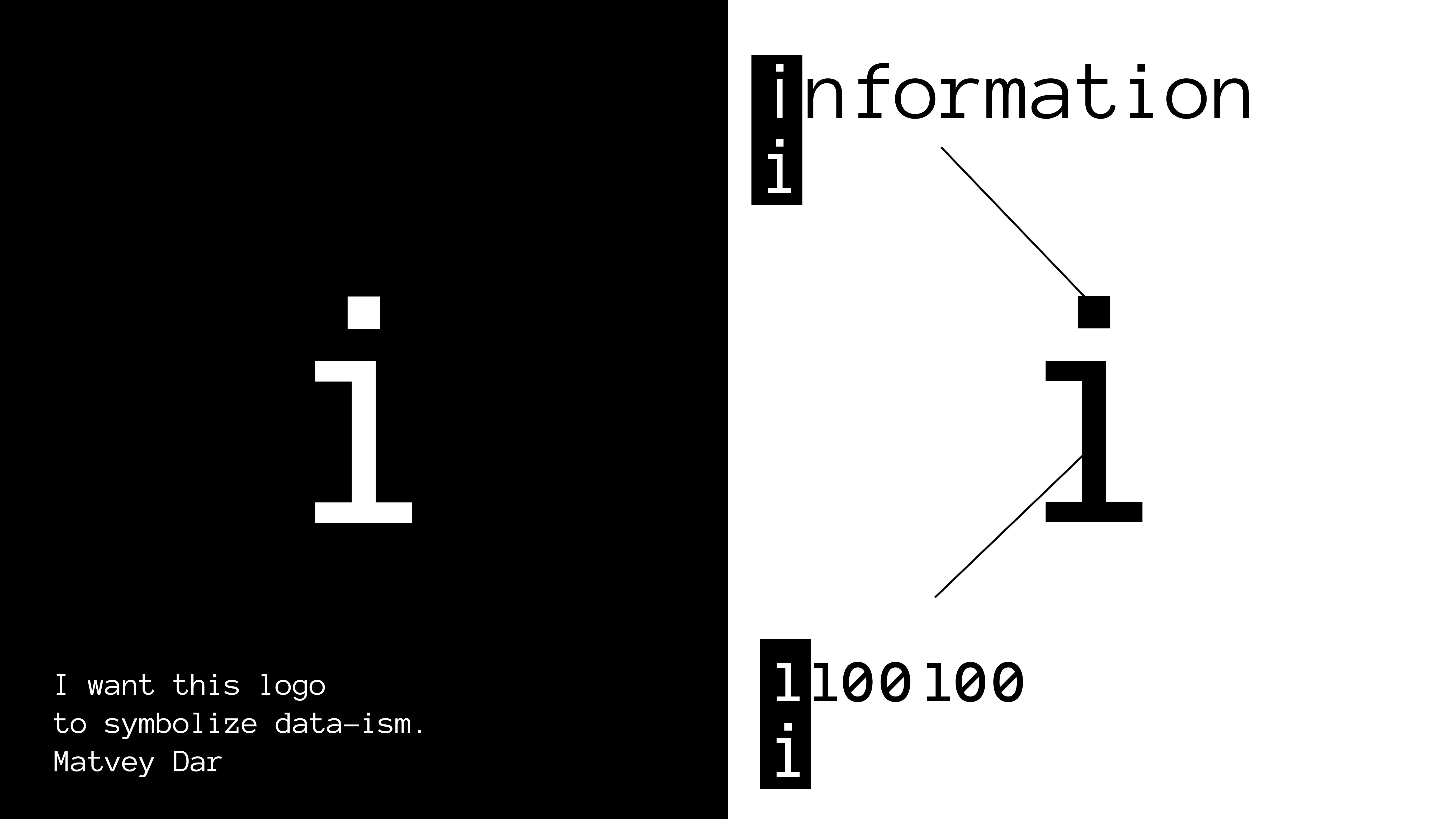

Der Begriff Dataismus (nicht zu verwechseln mit der künstlerischen und literarischen Bewegung Dadaismus) ist ein Begriff, der verwendet wurde, um die Denkweise oder Philosophie zu beschreiben, die durch die aufkommende Bedeutung von Big Data geschaffen wurde. Er wurde erstmals von David Brooks in der New York Times im Jahr 2013 verwendet. In jüngerer Zeit ist der Begriff erweitert worden, um das zu beschreiben, was der Sozialwissenschaftler Yuval Noah Harari eine aufkommende Ideologie oder sogar eine neue Form von Religion genannt hat, in der der „Informationsfluss der höchste Wert“ ist.

## Geschichte
„Wenn Sie mich bitten würden, die aufkommende Philosophie des Tages zu beschreiben, würde ich sagen, es ist der Dataismus“, schrieb David Brooks in der New York Times im Februar 2013. Brooks argumentierte, dass in einer Welt zunehmender Komplexität das Vertrauen auf Daten kognitive Voreingenommenheiten reduzierten und „Verhaltensmuster erhellen könnte, die wir noch nicht bemerkt haben“.
Im Jahr 2015 untersuchte Steve Lohrs Buch Data-ism, wie Big Data die Gesellschaft verändert, und verwendete den Begriff, um die Big-Data-Revolution zu beschreiben.
In seinem 2016 erschienenen Buch Homo Deus – Eine Geschichte von Morgen argumentiert Yuval Noah Harari, dass alle konkurrierenden politischen oder sozialen Strukturen als Datenverarbeitungssysteme angesehen werden können: „Der Dataismus erklärt, dass das Universum aus Datenströmen besteht, und der Wert jedes Phänomens oder jeder Entität wird durch seinen Beitrag zur Datenverarbeitung bestimmt“ und „Wir können die gesamte menschliche Spezies als ein einziges Datenverarbeitungssystem interpretieren, wobei der einzelne Mensch als dessen Chip dient.“ Laut Harari sollte ein Dataist „den Datenfluss maximieren wollen, indem er sich mit immer mehr Medien verbindet“. Harari sagt voraus, dass die logische Schlussfolgerung dieses Prozesses darin bestehe, dass der Mensch den Algorithmen schließlich die Autorität gibt, die wichtigsten Entscheidungen in seinem Leben zu treffen, z. B. wen er heiraten und welche Karriere er verfolgen will. Harari argumentiert, dass Aaron Swartz als der „erste Märtyrer“ des Datenwesens bezeichnet werden könnte.

## Kritik
In einem Kommentar zu Hararis Charakterisierung des Dataismus ist der Sicherheitsanalytiker Daniel Miessler der Ansicht, dass der Dataismus nicht die Herausforderung an die Ideologie des liberalen Humanismus darstellt, wie Harari behauptet, weil die Menschen gleichzeitig an ihre eigene Bedeutung und die von Daten glauben können.
Harari selbst wirft einige Kritikpunkte auf, wie zum Beispiel das Problem des Bewusstseins, das der Dataismus wahrscheinlich nicht erhellen wird. Der Mensch könnte auch herausfinden, dass Organismen keine Algorithmen sind, schlägt er vor. Der Dataismus impliziert, dass alle Daten öffentlich sind, auch personenbezogene Daten, damit das System als Ganzes funktioniert, was ein Faktor ist, der bereits heute Widerstand zeigt.
Andere Analysten wie Terry Ortlieb haben untersucht, inwieweit der Dataismus eine dystopische Bedrohung für die Menschheit darstellt.
Der Facebook-Cambridge-Analytica-Datenskandal zeigte, wie politische Führer die Daten der Facebook-Nutzer manipulierten, um spezifische psychologische Profile zu erstellen, die dann zur Manipulation des Netzwerks führten. Ein Team von Datenanalysten reproduzierte die von Cambridge Analytica entwickelte KI-Technologie um die Daten von Facebook und konnte die folgenden Regeln definieren: 10 Facebook-Likes ermöglichen es einer Maschine, eine Person wie einen Mitarbeiter zu kennen, 70 Likes wie einen Freund, 150 Likes wie einen Elternteil, 300 Likes wie einen Partner, und darüber hinaus ist es vielleicht möglich, ein Volk besser zu kennen als es sich selbst kennt.